# Modelado de procesos químicos
El modelado de procesos químicos es una técnica de modelado por computadora utilizada en el diseño de procesos de ingeniería química. Por lo general, implica el uso de software diseñado específicamente para definir un sistema de componentes interconectados, que luego se resuelven de manera que se pueda predecir el comportamiento dinámico o en estado estable del sistema.  Los componentes y las conexiones del sistema se representan como un diagrama de flujo del proceso. Las simulaciones pueden ser tan simples como la mezcla de dos sustancias en un tanque, o tan complejas como una refinería de alúmina completa.
El modelado de procesos químicos requiere un conocimiento de las propiedades de los químicos involucrados en la simulación, así como las propiedades físicas y características de los componentes del sistema, como tanques, bombas, tuberías, recipientes a presión, etc. 